# Ružica Đinđić
Ružica Đinđić est une personnalité politique serbe, née le 25 février 1960 à Valjevo.

## Biographie
Veuve du Premier ministre Zoran Djindjic assassiné en 2003,  elle a décidé d'entrer en politique sur la liste du Parti démocratique, avec comme programme de terminer la démocratisation du pays et les reformes initiées par son mari.